# Daniel Hayl
Daniel Hayl (* vor 1591; † um 1621/22) war ein deutscher Orgelbauer.

## Leben
Über seine Tätigkeit als Orgelbauer ist viel dokumentiert, spätestens ab 1591 war er in Irsee bei Kaufbeuren ansässig. 1597 erhielt er das Bürgerrecht von Konstanz, wohnte aber weiterhin in Irsee. Aus den Archiven ergibt sich, dass D. Hayl mit seiner ganzen Familie stets am Arbeitsort wohnte. Sein Bruder war Subprior Abraham Hayl (gest. 1617) im ehemaligen Benediktinerkloster Kloster St. Mang. Sein Sohn Simon Hayl war ebenfalls als Orgelbauer tätig.

## Werkliste
| Jahr      | Ort               | Gebäude                   | Bild | Manuale | Register | Bemerkungen               |
| --------- | ----------------- | ------------------------- | ---- | ------- | -------- | ------------------------- |
| 1591      | Ravensburg        | Pfarrkirche               |      |         |          |                           |
| 1591–1592 | Konstanz          | Konstanzer Münster        |      |         |          | Renovierungsarbeiten      |
| 1592–1594 | Rheinau ZH        | Kloster Rheinau           |      |         |          |                           |
| 1597–1598 | Konstanz          | Konstanzer Münster        |      |         |          | Renovierung der Chororgel |
| 1599–1603 | Ochsenhausen      | St. Georg                 |      |         |          |                           |
| 1604–1605 | Kaufbeuren        | Dreifaltigkeitskirche     |      |         |          |                           |
| 1607      | Landsberg am Lech | Pfarrkirche               |      |         |          |                           |
| 1610–1612 | Stams             | Stift Stams               |      |         |          | Hauptorgel und Chororgel  |
| 1612–1613 | Lindau            | evang. Kirche St. Stephan |      | II/P    | 21       |                           |
| 1615      | Andechs           | Klosterkirche Andechs     |      | II/P    | 24       |                           |